# Carlos Larraín
Carlos Aníbal Larraín Peña (18 de novembro de 1942) é um advogado e político chileno. Desde 2006 ostenta o cargo de presidente do partido da Renovação Nacional e desde 2011 é Senador da República pela Região de Los Ríos.